# 정현영
정현영(2005년 9월 12일 ~ )은 대한민국의 수영 선수이다. 2019년 세계 수영 선수권 대회를 통해 국가대표 선수로 활동하기 시작했다.